# 파노

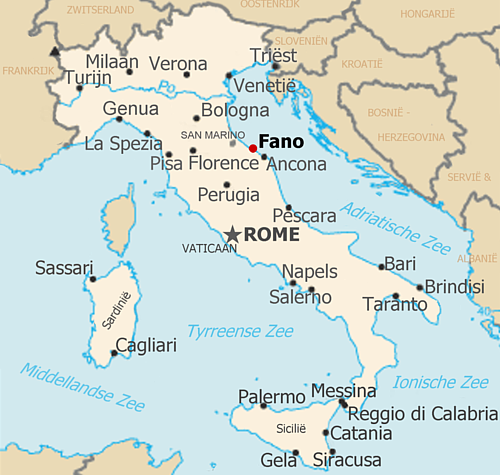
파노의 위치

파노(Fano)는 이탈리아 마르케주 페사로에우르비노현의 도시이다.